# Dublin Township (comté de Huntingdon, Pennsylvanie)
Dublin Township est un township situé au sud-est du comté de Huntingdon, en Pennsylvanie, aux États-Unis,. En 2010, il comptait une population de 1 290 habitants.

## Géographie
Le canton de Dublin couvre une superficie de 95 km2.

## Démographie
Lors du recensement de 2000, le canton de Dublin comprenait une population de 1 280 habitants répartis en 478 ménages et 364 familles. Ainsi, le canton avait une densité de 13,5 personnes par kilomètre carré. Le canton comprenait 607 unités d'habitation à une densité de 6,4 unités par kilomètre carré. La composition raciale du canton était à 98,75 % blanche, 0,31 % afro-américaine et 0,16 % amérindienne. Les Hispaniques ou Latino-américains de toutes races représentaient 0,7 % de la population.
En 2010, le township comptait une population de 1 290 habitants. Elle est estimée, en 2018, à 757 habitants.

### Source de la traduction
- (en) Cet article est partiellement ou en totalité issu de l’article de Wikipédia en anglais intitulé « Dublin Township, Huntingdon County, Pennsylvania » (voir la liste des auteurs).